# Placca di Juan de Fuca

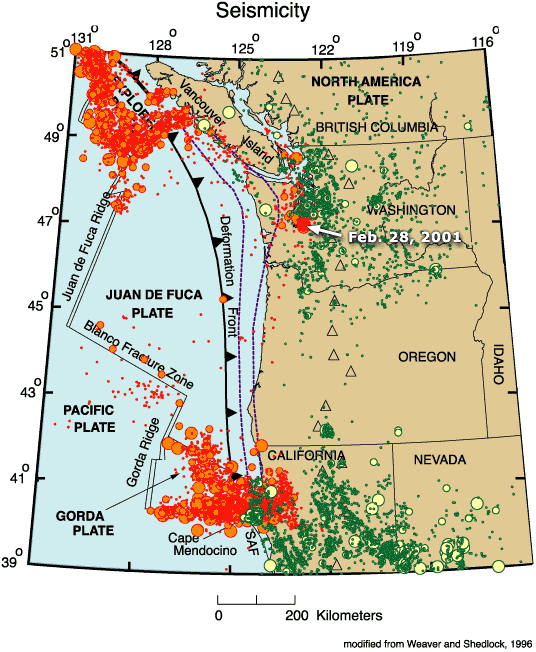
La placca di Juan de Fuca e quella di Gorda.

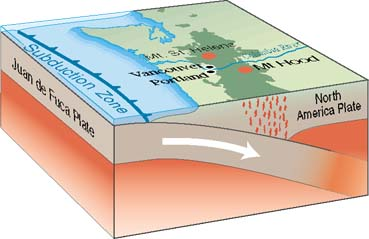
Schema della subduzione della placca di Juan de Fuca al di sotto della placca nordamericana.

La placca di Juan de Fuca (dal nome dell'omonimo esploratore) è una placca tettonica situata nell'oceano Pacifico nordamericano. Si tratta di una placca relativamente piccola, compresa fra la placca pacifica e quella nordamericana.
I suoi limiti geologici sono:
- ad est, un margine convergente (o distruttivo) segna la linea (chiamata zona di subduzione della Cascadia) lungo la quale la placca subduce sotto la placca nordamericana;
- a sudovest, un margine trasforme (chiamato zona di faglia di Blanco) segna il confine con la placca pacifica;
- ad ovest, un margine divergente (o costruttivo), marcato dalla dorsale di Juan de Fuca, delimita il confine ancora con la placca pacifica;
- a nord, un altro margine trasforme (faglia di Nootka) la separa dalla placca Explorer.

La placca di Juan de Fuca è, assieme alle placche di Gorda ed Explorer, uno dei resti dell'antica placca Farallon, subdotta nel Giurassico sotto la placca nordamericana.